# 新林镇 (峨边县)
新林镇，是中华人民共和国四川省乐山市峨边彝族自治县下辖的一个乡镇级行政单位。2020年5月，撤销白杨乡，将其所属行政区域划归新林镇管辖。

## 行政区划
新林镇下辖以下地区：
金星村、黄泥村、麻柳村、江湾村、九龙村、红椿村、大香村、楠木村、倦木村、水井村和瓜芦村，杨柳村、月河村和瓦洛村。